# Entosthodon planoconvexus
Entosthodon planoconvexus là một loài Rêu trong họ Funariaceae. Loài này được (E.B. Bartram) Grout mô tả khoa học đầu tiên năm 1935.